# Osedax japonicus
Espèce
Osedax japonicus est une espèce de vers tubicoles polychètes bathypélagiques vivant à de grandes profondeurs sur les fonds marins. Décrit pour la première fois en 2006 lorsqu'il a été isolé d'une carcasse de cachalot au fond de la mer près de Kyūshū, au Japon. C'est l'un des vers capables de survivre sur les os de baleines en décomposition.

## Systématique
L'espèce Osedax japonicus a été décrite en 2006 par les biologistes marins japonais Katsunori Fujikura (d), Yoshihiro Fujiwara (d) et Masaru Kawato (d),.

## Découverte
La découverte, par les scientifiques du Monterey Bay Aquarium Research Institute (MBARI) utilisant le sous-marin ROV Tiburon, des deux premières espèces d'Osedax sur les os d'une baleine grise en décomposition dans le canyon de Monterey, à une profondeur de 2 893 m a suscité une grande effervescence parmi les biologistes marins. D'autres espèces du même genre ont depuis été découvertes sur des carcasses de baleines gisant dans les eaux profondes dans d'autres parties du monde. L'espèce Osedax japonicus a été découverte sur une carcasse de cachalot tombée au fond de la mer au large de Kyushu, au Japon, à une profondeur de 200 m. Sa description, en 2006, révèle que de nombreux vers tubicoles femelles y ont été observés, mais aucun mâle.

## Description
Au stade adulte, le ver Osedax japonicus a une couronne annulaire de panaches plumeux qui sont impliqués dans la respiration, un tronc et une structure d'enracinement qui contient des bactéries symbiotiques comme Neptunomonas japonica. Il n'a pas de système digestif ni de structure segmentaire comme la plupart des vers.

## Comportement
Les baleines mortes tombent au fond de la mer. La carcasse entre alors en état de décomposition et offre un festin à de nombreuses créatures des grands fonds. Des vers comme Osedax japonicus utilisent les os quand il ne reste que le squelette. Les vers produisent un réseau ramifié de « racines » abritant des bactéries symbiotiques, qui permettent aux vers d'utiliser le contenu nutritif des os. 
La reproduction d’Osedax japonicus requiert que les vers femelles atteignent la maturité à environ six semaines. Elles sécrètent alors du mucus pour former un tube entourant leur tronc. Les vers mâles sont minuscules par rapport aux femelles et s'installent à l'intérieur des tubes. Les femelles pondent des œufs et les retiennent dans le mucus où les mâles les fécondent. Les œufs fécondés se développent pendant un certain temps puis les larves nagent hors du mucus au stade de trochophore. Les larves sont alors planctoniques et peuvent vivre au moins dix jours en pleine mer. Les larves s'installent sur les os de vertébré approprié. Alors leurs corps s'allongent, commencent à sécréter du mucus pour fabriquer leurs tubes et deviendront des vers femelles sauf si des femelles matures sont déjà présentes sur l'os. Dans ce cas, les larves deviendront des mâles. La grande majorité ne trouvera aucun os au fond des eaux.

## Étymologie
Son épithète spécifique, japonicus, fait référence au Japon où cette espèce a été découverte.

## Publication originale
- (en) Katsunori Fujikura, Yoshihiro Fujiwara et Masaru Kawato, « A new species of Osedax (Annelida: Siboglinidae) associated with whale carcasses off Kyushu, Japan », Zoological Science, Zoological Society of Japan (d), vol. 23, no 8,‎ 1er août 2006, p. 733-740 (ISSN 0289-0003 et 2212-3830, OCLC 51963016, PMID 16971793, DOI 10.2108/ZSJ.23.733, lire en ligne).